# Cap Anamur
Cap Anamur est le nom d'un navire et d'une ONG (organisation humanitaire) allemande qui l'a utilisé pour porter secours aux réfugiés en mer, notamment dans les régions les plus défavorisées.

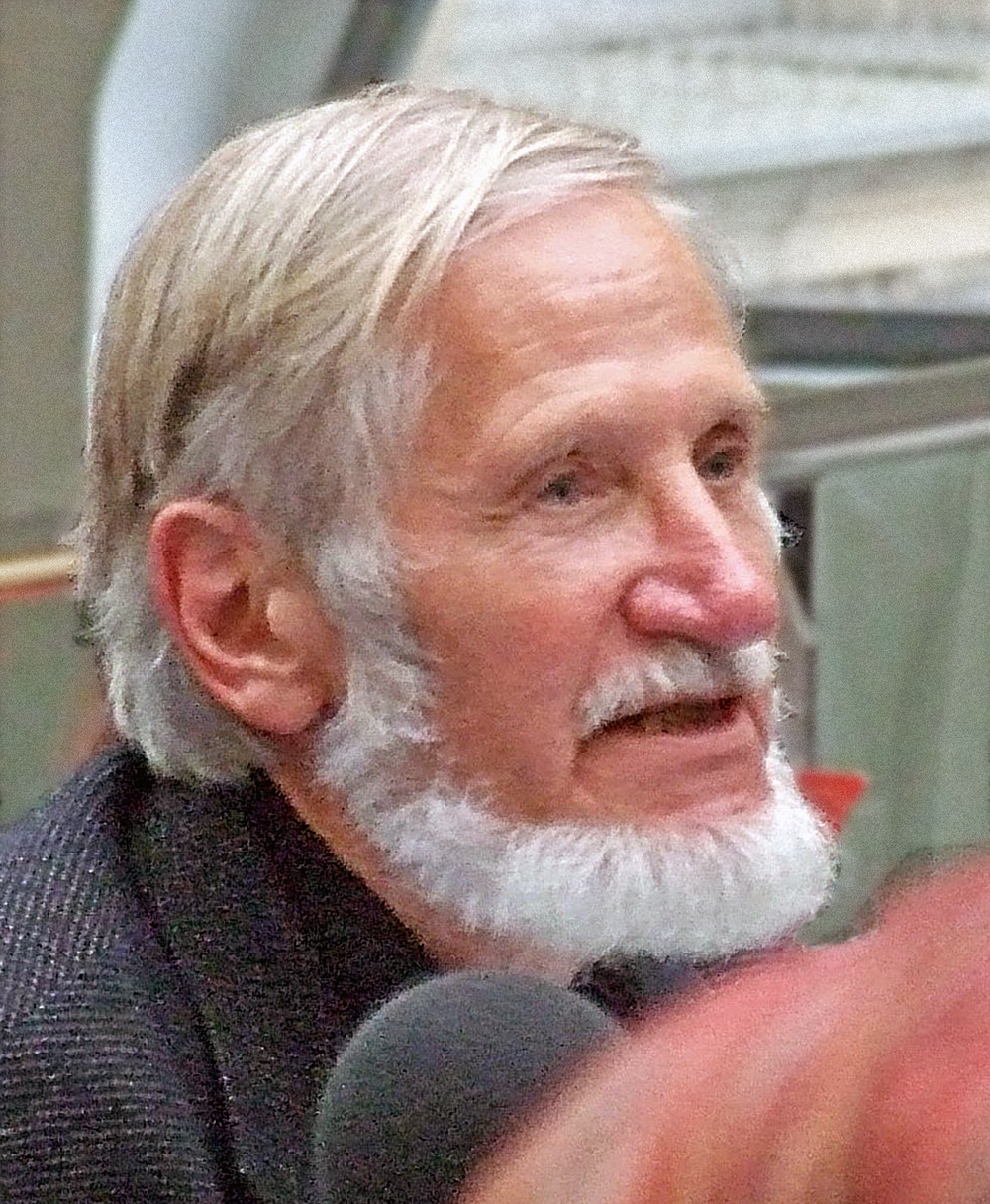
Rupert Neudeck à Francfort en 2007

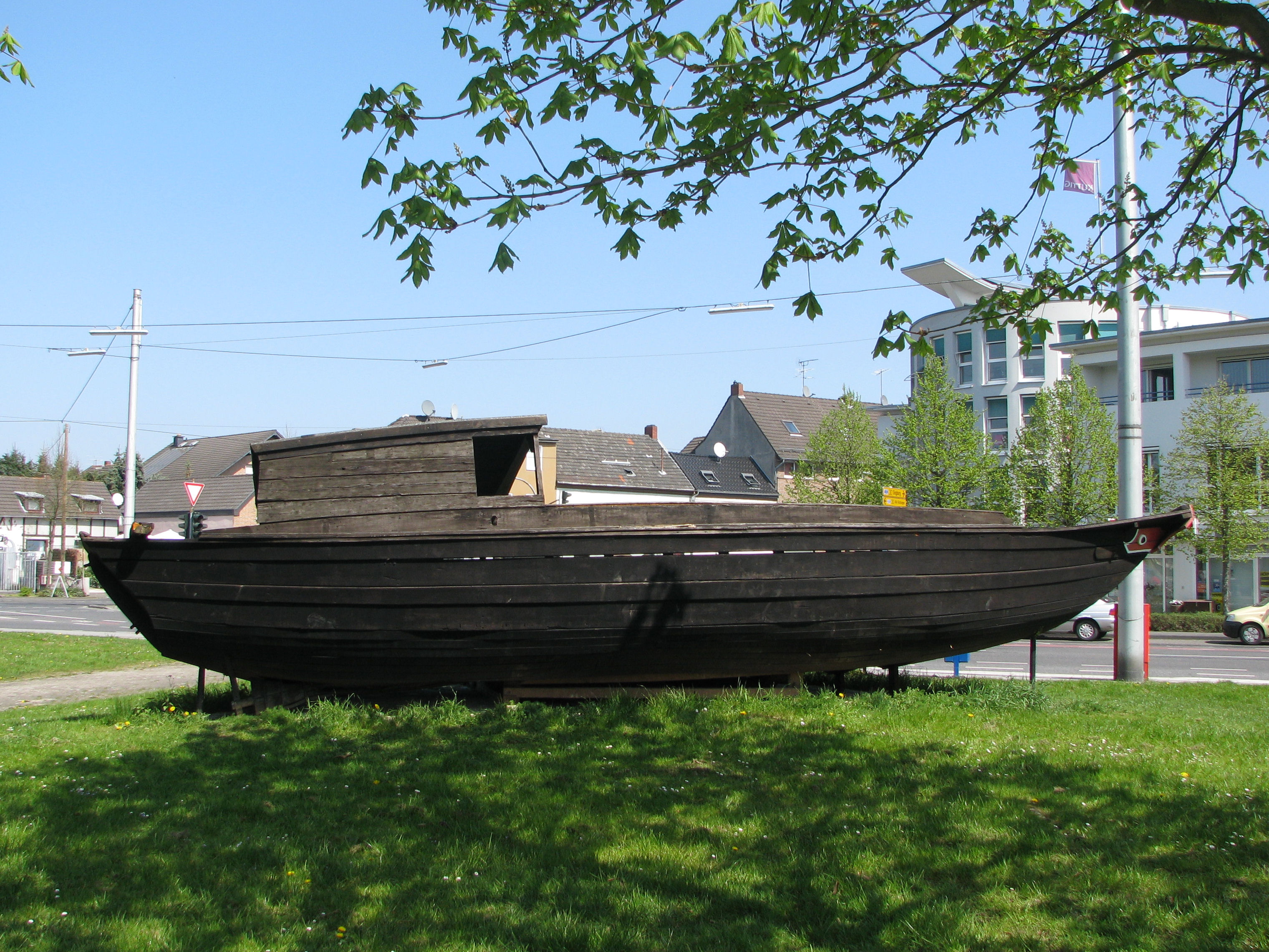
L'un des nombreux bateaux vietnamiens de boat-people dont les passagers ont été recueillis fin avril 1984 au sud de la mer de Chine par le cargo Cap Anamur, spécialement affrété par Rupert Neudeck, dans le cadre de l'opération « Un bateau pour le Viêt Nam » ;
Ce petit bateau était occupé par 52 personnes quand il a été secouru. Il est exposé actuellement comme monument à la mémoire des boat-people à Troisdorf en Allemagne

## Historique

### La rencontre avec Sartre en 1979
L'ONG a été créée en 1979, en pleine croissance du nombre des boat-people vietnamiens fuyant le Viêt Nam par de nombreux moyens peu sûrs, souvent dans des embarcations artisanales qui n'étaient pas en état de naviguer dans une mer agitée.
Le couple Christel et Rupert Neudeck, décident alors, en collaboration avec un groupe d'amis, de former un comité qui lance une opération nommée « Un bateau pour le Viêt Nam » (Ein Schiff für Vietnam), afin d'aller sur place secourir les réfugiés.
Journaliste au Deutschlandfunk et auteur d'un doctorat sur Albert Camus et Jean-Paul Sartre', Rupert Neudeck a eu en février 1979 l'occasion de l'interviewer, apprenant ce qu'a fait Bernard Kouchner, qui a même affrété un bateau. 

### La lettre à Heinrich Böll en 1979
Rupert Neudeck écrit alors au Prix Nobel de littérature, l'allemand Heinrich Böll, récemment interviewé aussi'. Deux jours plus tard, ce dernier le rappelle au journal Deutschlandfunket acceptet de mettre au service du projet sa notoriété, tandis que Rupert Neudeck a hypothéqué sa maison pour son bateau en créant son association, à laquelle Böll adhère, et d'où naîtra en 1982 le Comité Cap Anamur/SOS Médecins allemands. 

### L'émission télévisée "Report"
Rupert Neudeck rend visite en mai à ses confrères journalistes de l'émission télévisée "Report", de l'ancienne Südwestfunk à Baden-Baden et leur demande s'ils ont vu les images télévisées des boat people se noyant dans la mer de Chine méridionale, en précisant qu'il en a parlé au Haut Commissariat des Nations Unies pour les réfugiés (HCR), qui est alors seulement habilitée à s'occuper que des réfugiés en milieu rural. Il  est ensuite l'invité de l'émission télévisée "Report" et en très peu de temps, 1,3 million de marks de dons ont été récoltés permettant de fonder dans la ville de Cologne l’association « A Ship for Vietnam » et d’affréter le bateau, qui a pris son nom d'un promontoire sur la côte turque, un cargo reconverti pouvant accueillir jusqu'à 600 personnes. Il est équipé d'une grande cuisine sous le pont, juxtaposé à un petit hôpital où plusieurs médecins et infirmières soigneront les rescapés. 

Le groupe affrète pour une première mission de sauvetage un cargo nommé Cap Anamur (nom donné d'après un cap situé au large de la côte turque).

Les missions du premier Cap Anamur (et de ses futures sister-ships) ont été — contrairement aux prédictions de nombreux experts — un énorme succès : 10 375 personnes ont ainsi été secourues en bateau sur la mer, et 35 000 supplémentaires ont été médicalement assistées.

### L'opération au canal de Sicile
En 2004, le bateau et l'ONG se sont à nouveau rappelés au grand public quand le 20 juin, il a sauvé 37 migrants prêts à sombrer dans les eaux internationales du canal de Sicile.

À cette époque, en Italie voisine, une loi dite Bossi-Fini sur l'immigration, approuvée par le parlement en 2002, réprimait le délit de solidarité consistant à accueillir des réfugiés sans papiers ou non légalement entrés sur le territoire, ce qui a forcé le Cap Anamur à se mettre en attente à la frontière des eaux territoriales. Après 3 semaines passées entre les frontières des eaux territoriales de l'Italie et de Malte qui se rejetaient la responsabilité d'accueillir les 37 boat-people recueillis à bord du Cap Anamur et alors que l'équipage perdait patience, plusieurs des boat-people secourus ont menacé de se jeter par-dessus bord. Le capitaine a alors mis cap vers la côte italienne en demandant un permis exceptionnel d'accoster, motivé par une situation de danger imminent à bord. L'Italie lui refuse néanmoins l'asile, arguant que selon le droit maritime international, le navire aurait dû déposer ses naufragés à Malte, premier pays où le bateau avait accosté avant de naviguer vers la Sicile. Au débarquement à Porto Empedocle (Agrigente), les demandeurs d'asile africains sont envoyés dans un centre de rétention où leurs cas est examiné individuellement, mais sans espoir leur fait-on savoir, notamment car « les dossiers ne sont pas complets car les requérants n’ont pas bénéficié d’une assistance légale adéquate », et la police italienne a conjointement arrêté Elias Bierdel (directeur de l'association), ainsi que le capitaine Stefan Schmidt et Vladimir Dachkevitce (1er officier du navire), considérés comme pris en flagrant délit d'aide à l'entrée d'étrangers en situation irrégulière sur le territoire italien qui ont considéré qu'il y avait circonstances aggravantes en raison d'un délit commis en bande organisée, et motivé par une fausse situation d'urgence, le Cap Anamur ayant en outre fait une entrée forcée dans le port — en approchant de trop près les navires militaires qui lui barraient la route. Selon l'Italie, l'ONG a dit avoir recueilli à son bord des Soudanais fuyant la région du Darfour, alors qu'ils venaient en fait du Ghana, du Nigeria et du Niger.
Plusieurs accusations n'ont pas même été retenues par le tribunal, mais le délit reproché par le procureur de « soutien à l’immigration clandestine », avec circonstances aggravantes a motivé une peine de 4 ans de prison et une amende de 400 000 € pour les 3 inculpés (Elias Bierdel, Stefan Schmidt et Vladimir Dachkevitce). L'arrestation génère une tension diplomatique entre l'Allemagne et l'Italie, qui a probablement motivé la libération conditionnelle après 5 jours des trois inculpés, mais le procès s'est poursuivi. Après 30 audiences et plus de 40 témoins entendus lors de séances échelonnées durant 5 ans de procès, le tribunal d'Agrigente, en 2009 a finalement relaxé les 3 inculpés, reconnaissant que les faits considérés ne constituaient pas un crime : celui qui effectue une opération de sauvetage en mer, en débarquant les naufragés dans un « port sûr » ne commet pas de crime. En termes de jurisprudence, cet arrêt fixe que les États doivent respecter le droit international de la mer dont les obligations positives de sauvetage et l'interdiction des expulsions collectives. Cette décision valide aussi le « principe de non-refoulement » qui est un des fondements de la Convention de Genève. Le tribunal a considéré qu'à bord, nul autre que le capitaine ne peut identifier le port le plus adapté pour le débarquement de personnes secourues en situation de détresse.

À la suite de ce débarquement et du procès qu'il a généré, la Cour italienne a aussi prononcé « l’illégitimité constitutionnelle » de la disposition de la « loi Fini-Bossi » prévoyant l’expulsion par un magistrat d’un immigré clandestin dont le droit à la défense n'a pas été assuré. Elle a  aussi considéré comme non légitime une disposition qui rendait obligatoire l’arrestation d’un immigré n’ayant pas respecté le délai de cinq jours imparti par les autorités pour quitter le pays.
Rupert Neudeck a été fait chevalier de Légion d'honneur le 25 avril 2012 à Cologne.